# راف جودکینس
راف لی جودکینس (انگلیسی: Ruff Lee Judkins؛ متولد ۸ ژانویه ۱۹۸۳ در سالت لیک سیتی) مجری و نویسنده آمریکایی است.

## فیلم‌شناسی
- چاک (۲۰۱۲–۲۰۱۱، نویسنده)
- مأموران شیلد (۲۰۱۵–۲۰۱۳، نویسنده و تهیه‌کننده)
- چرخ زمان (۲۰۲۱–اکنون، نویسنده و تهیه‌کننده اجرایی)
- آنچارتد (۲۰۲۲، نویسنده)